# Charlotte Hornets
Gli Charlotte Hornets sono una delle trenta squadre di pallacanestro che militano nel massimo campionato professionistico statunitense, la NBA. La franchigia gioca le sue partite nella città di Charlotte, nella Carolina del Nord. Arena di gioco è lo Spectrum Centre, situato nel centro di Charlotte.
Colori sociali sono turchese, viola e bianco. Logo utilizzato fin dagli esordi è un calabrone, da cui deriva il nome Hornets.
La franchigia è nata nel 1988 come franchigia di espansione e ha esordito nella Eastern Conference in cui ha giocato dal 1988 al 2002 con sede a Charlotte, prima di trasferirsi nella Western Conference a New Orleans in Louisiana, dove ha giocato dal 2002 al 2013 con il nome di New Orleans Hornets. Nel 2004 è poi nata una nuova franchigia a Charlotte, i Bobcats, che nel 2014 è tornata a chiamarsi Hornets con il permesso di New Orleans diventata nel frattempo New Orleans Pelicans.
La Nba ha successivamente stabilito che i risultati degli Hornets vanno considerati nel periodo dal 1988 al 2002 come Charlotte Hornets, dal 2004 al 2014 come Charlotte Bobcats e dal 2014 ad oggi come Charlotte Hornets. Mentre i risultati degli Hornets a New Orleans dal 2002 al 2013 vanno collegati agli attuali New Orleans Pelicans.
Dal 1988 al 2024 la franchigia ha disputato per 10 volte i playoff: ben sette volte nel periodo dei 'primi' Hornets, con le semifinali ad Est ottenute in quattro occasioni come miglior risultato; un paio di volte come Bobcats con uscita al primo turno e appena una volta con i 'nuovi' Hornets sempre al primo turno.

## Storia della franchigia

### 1988-1992: La nascita e i primi anni
Alla fine degli anni ottanta la Nba approva un progetto di espansione che vede l'ingresso di diverse nuove squadre: Charlotte Hornets, Miami Heat, Orlando Magic e Minnesota Timberwolves, con le prime due che entrano nel 1988 e le altre due nel 1989. La scelta di Charlotte non è casuale dato che la Nba, sapendo la grande passione del pubblico della Carolina del Nord per la pallacanestro, che gode di grande seguito nello Stato anche a livello universitario, individua Charlotte come mercato potenzialmente adeguato per ospitare una nuova franchigia.
Nell'ottobre 1988 la franchigia gioca dunque la sua prima partita in NBA con il nome di Charlotte Hornets. La scelta del nome Hornets, calabroni, viene ripreso storicamente dalla Guerra d'Indipendenza Americana, quando il comandante inglese Charles Cornwallis, occupando la città, venne cacciato dai residenti ostili, spingendolo a scrivere nel rapporto ai suoi superiori che Charlotte era un 'vespaio di ribellione, come un nido di calabroni', a indicare la resistenza dei suoi abitanti. Soprannome che è poi rimasto agli abitanti di Charlotte e utilizzato per la neonata squadra cittadina.
Come per tutte le nuove franchigie i primi anni non sono particolarmente esaltanti dal punto di vista dei risultati. Nelle prime stagioni di vita gli Hornets giocano delle modeste stagioni, nonostante il calore del pubblico non venga mai a mancare. Sarà invece straripante sin dalla prima stagione la ventata di aria fresca che Charlotte porta in Nba a livello di marketing, dimostrando una visione moderna e in anticipo coi tempi per quanto riguarda l'uso delle campagne pubblicitarie, dei colori, tanti colori, di loghi e mascotte con aspetto accattivante, creando grandi spettacoli nelle presentazioni prepartita (anche se in questo caso già i Los Angeles Lakers furono innovatori, soprattutto per lo spettacolo pre-gara).
La squadra nei suoi primi anni di vita è guidata dalla guardia Kelly Tripucka che alimenta il gioco della squadra e fornisce una buona media di punti. Tripucka è il miglior marcatore della squadra nelle prime stagioni. Altro giocatore chiave che diventerà poi una delle bandiere della giovane franchigia è il piccolo playmaker Muggsy Bogues, che per nove anni vestirà la canotta degli Hornets. Nella stagione 1991-92 la squadra guadagna il diritto alla prima scelta assoluta al draft e la scelta ricade sulla potente ala Larry Johnson che verrà premiato con il NBA Rookie of the Year Award e, sempre nel 1992, arriva anche il centro Alonzo Mourning che con Johnson e Bogues forma l'ossatura dei primi Hornets competitivi in Nba, con accesso ai playoff.

### 1992-2002: Alti e bassi con apparizioni ai playoff
Nel 1992-93 arriva la prima qualificazione in post season, in cui Charlotte si toglie subito lo sfizio di eliminare al primo turno i Boston Celtics, venendo poi eliminata in semifinale per mano dei New York Knicks. Niente accesso ai playoff la stagione successiva ma ritorno in post season nel 1994-95, uscendo al primo turno contro i Chicago Bulls del rientrante Michael Jordan dopo il primo ritiro. Durante l'estate arrivano dai Miami Heat, al posto di Mourning, l'ala piccola Glen Rice e il centro Matt Geiger che, insieme alla guardia Dell Curry, provvedono con i loro punti alla crescita della squadra. Nel 1996 arriva l'ala Anthony Mason e uno scambio con i Lakers trasferisce Kobe Bryant a Los Angeles per il lungo Vlade Divac. Lo stesso anno Glen Rice gioca la sua migliore stagione finendo al terzo posto nella classifica dei punti segnati e vincendo il titolo di MVP nell'All-Star Game.
La squadra è valida e nel 1996-97 accede ai playoff, eliminata però al primo turno dai New York Knicks di Patrick Ewing. Anche l'anno successivo, nonostante la partenza di Muggsy Bogues, i risultati arrivano per gli Hornets che, trainati da Rice, raggiungono le semifinali ad est dopo aver eliminato gli Atlanta Hawks al primo turno ed essere stoppati ancora una volta dai Bulls di Jordan. Nel 1999 Glen Rice viene scambiato con i Lakers per Eddie Jones e Elden Campbell e gli Hornets non entrano nei playoff come ultima squadra classificata, ottenendo la terza scelta assoluta con Baron Davis.
L'anno successivo un tragico episodio segna la storia della franchigia: Bobby Phills muore in un incidente automobilistico e il suo numero viene ritirato. La squadra ritorna nei playoff, ma viene sconfitta dai Philadelphia 76ers di Allen Iverson nonostante una buona prestazione di Jones. Nel draft del 2000 arriva Jamaal Magloire. Nel 2000-01 le cose vanno meglio e raggiungono per la terza volta nella storia della franchigia le semifinali. Dopo aver eliminato i Miami Heat per 3-0 vengono fermati dai Milwaukee Bucks al termine di una serie combattuta persa per 4-3, con cui sfiorano la finale ad Est. Nel 2001-02 raggiungono ancora le semifinali di conference dove questa volta vengono sconfitti dai New Jersey Nets di Jason Kidd dopo aver battuto 3-1 gli Orlando Magic di Tracy McGrady. È quella l'ultima stagione degli Hornets a Charlotte, con la proprietà che decide per il trasferimento della franchigia, compreso staff tecnico e giocatori, a New Orleans.

### 2004-2014: L'epoca dei Bobcats

Il logo dei Charlotte Bobcats, adottato fino alla stagione 2013-2014

Quando gli Hornets si spostano a New Orleans per la stagione 2002-03, la città di Charlotte e l'NBA concordano di creare una nuova squadra per la stagione 2004-05. Diversi gruppi, compreso uno guidato dall'ex stella dei Boston Celtics, Larry Bird, fanno delle offerte per la squadra. Alla fine la spunta il gruppo guidato dal milionario Robert L. Johnson, proprietario del Black Entertainment Television. Viene indetto il concorso per dare un nome alla squadra e tra le oltre 1250 proposte a spuntarla è Bobcats: la lince rossa, un predatore atletico, feroce e originario della Carolina del Nord e della Carolina del Sud. Colori sociali diventano il rosso e il blu.
Le prime stagioni da 'Bobcats' sono estremamente difficili per Charlotte che, nonostante le mosse di mercato tra scelte al draft e scambi, non riesce mai ad accedere ai playoff per alcune stagioni. I nuovi Bobcats selezionano il campione NCAA Emeka Okafor. La prima stagione si chiude con un bilancio di 18-64 non riuscendo a vincere più di due partite di fila. Il leader della squadra, Okafor, vince l'NBA Rookie of the Year Award. Nel draft 2005 con l'arrivo di Gerald Wallace la squadra spera di costruire una giovane e solida base per il futuro. Nella nuova stagione i Bobcats inaugurano la Charlotte Bobcats Arena mentre nel 2006 viene nominato general manager della franchigia Michael Jordan, ex stella dell'NBA e nativo della Carolina del Nord, che acquista anche una quota di minoranza della squadra diventando il secondo maggior azionista.

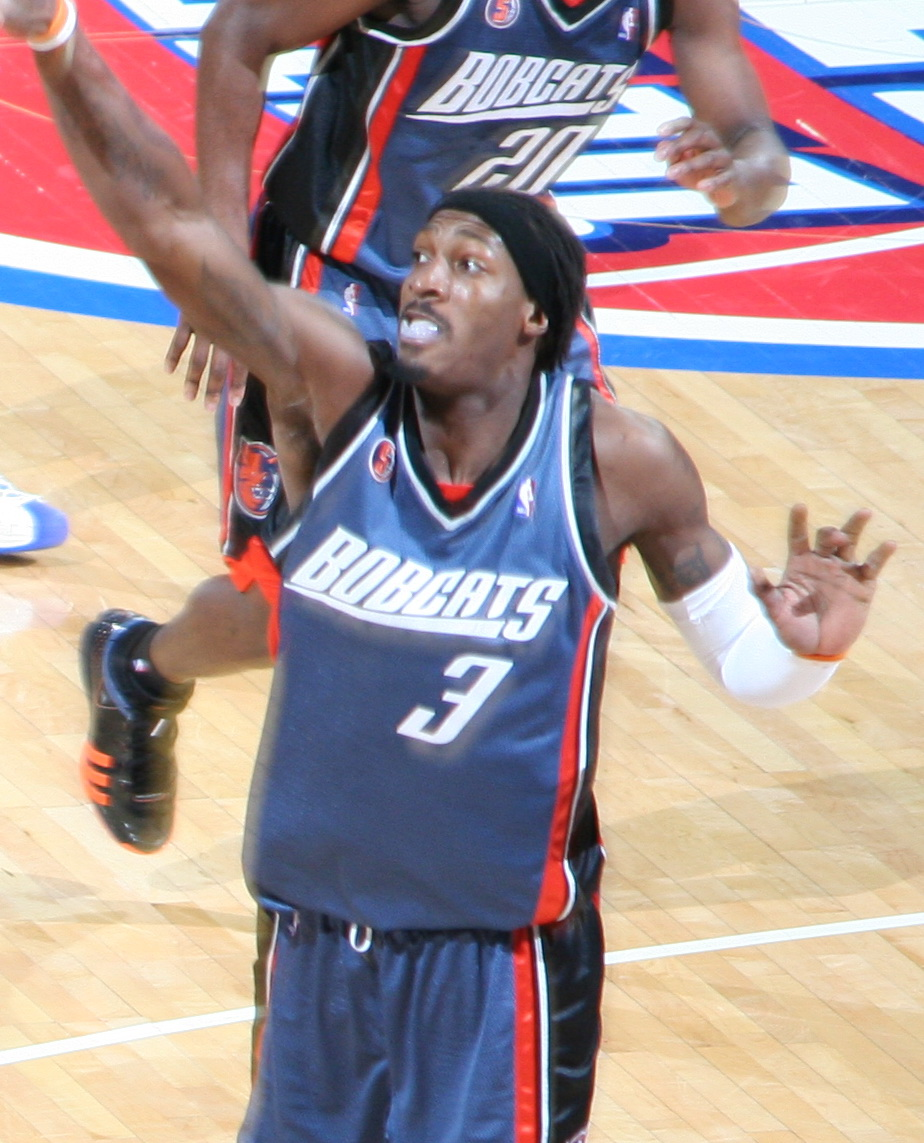
Gerald Wallace, primo "Bobcat" a diventare un All-Star

Al draft 2009 viene selezionato Gerald Henderson e i Bobcats cedono poi Okafor ai New Orleans Hornets in cambio di Tyson Chandler. Il 19 marzo 2010 Michael Jordan acquista il club per 275 milioni di dollari e ne diventa il nuovo proprietario. Alla fine della stagione 2009-10 ottengono la loro prima partecipazione ai play-off dove vengono però sconfitti dagli Orlando Magic di Dwight Howard. Il leader dei Bobcats, Gerald Wallace, diventa inoltre il primo giocatore nella storia della squadra a venire convocato per l'All-Star Game.
I Bobcats iniziano la stagione 2010-11 con grandi speranze, ma i playoff rappresenteranno un'eccezione per alcune altre stagioni, con il cammino che si fermerà sempre in regular season. Simbolo di questo periodo è la catastrofica stagione 2011-12 chiusa con un pessimo 7-59, il rapporto partite vinte/giocate più basso della storia Nba, che costringe Jordan a operare diversi cambi societari. I Bobcats decidono di disfarsi di Maggette cedendolo ai Detroit Pistons in cambio di Ben Gordon e una scelta protetta al draft 2013. Vengono poi ingaggiati Brendan Haywood e Ramon Sessions, chiudendo poi la stagione con un bilancio sempre pessimo di 21-61, che, seppur migliore dell'anno passato, li fa classificare penultimi in Eastern Conference e in NBA. Con l'arrivo in panchina di Steve Clifford tornano anche i playoff, con l'uscita al primo turno per mano dei forti Miami Heat del trio Dwayne Wade, LeBron James e Chris Bosh. Questa è anche l'ultima stagione come Bobcats, dato che, a partire dal 2014-15, la franchigia torna chiamarsi Hornets con il vecchio logo e i colori sociali del periodo 1988-2002, lasciati liberi da New Orleans nel frattempo rinominata Pelicans.

### 2014-2024: Ritorno degli Hornets
La decisione del nuovo proprietario dei New Orleans Hornets, Tom Benson, di rinominare la squadra in Pelicans permette dunque a Charlotte di riavere il suo nome originale. Tali indiscrezioni sono confermate da Jordan il 21 maggio 2013 tramite un comunicato ufficiale, nel quale annuncia di aver avviato le pratiche da sottoporre alla NBA per il cambio di nome della squadra. Il 18 luglio 2013 il comitato di proprietari della NBA approva all'unanimità il ritorno di denominazione in Hornets, che diventa effettivo dalla stagione 2014-2015.
La notizia genera grande entusiasmo della città, da sempre dispiaciuta di aver perso la franchigia dopo il passaggio a New Orleans. Il ritorno dei 'calabroni' è in ogni caso agevolato da una buona squadra che nell'ultima stagione è arrivata ai playoff e su cui la dirigenza intende continuare a puntare. Nonostante l'entusiasmo del pubblico, la prima stagione di nuovo da Hornets si chiude con eliminazione alla regular season. Nel 2015-16 arriva invece, sempre con Clifford in panchina, la prima e per ora unica qualificazione playoff del nuovo corso, chiusa con eliminazione al primo turno per mano nuovamente dei Miami Heat, sebbene ora privi di LeBron James tornato a Cleveland. Stella della squadra in queste stagioni è il playmaker Kemba Walker, accompagnato da roster tutto sommato buoni in cui spiccano elementi d'esperienza tra cui Gordon Hayward, Dwight Howard e Tony Parker, con giovani interessanti come Malik Monk e Jalen McDaniels.
Dopo la partenza di Walker, destinazione Boston Celtics, per il ruolo di playmaker e nuovo giocatore su cui la franchigia intende avviare una ricostruzione, al draft 2020 viene selezionato LaMelo Ball. Nel frattempo nel 2020-21 e 2021-22 la squadra sfiora l'accesso ai playoff uscendo nei play-in di qualificazione ai veri playoff, registrando però un nuovo passo indietro le due stagioni seguenti, chiuse nuovamente in regular season con basse percentuali di vittoria.
A livello societario si registra l'annuncio di Jordan della cessione maggioritaria del club. Il 16 giugno 2023 il pacchetto di maggioranza degli Hornets passa ad un gruppo guidato da Gabe Plotkin e Rick Schnall, approvato dalla NBA il 23 luglio 2023. 

## Arene di gioco
- Charlotte Coliseum (1988–2002 e 2004–2005)
- Spectrum Center (2005–presente)

## Record stagione per stagione
| Campione NBA | Campione di Conference | Campione di Division |

| Stagione          | V    | P    | %    | Play-off                                         | Risultati                                        |
| ----------------- | ---- | ---- | ---- | ------------------------------------------------ | ------------------------------------------------ |
| Charlotte Hornets |      |      |      |                                                  |                                                  |
| 1988-89           | 20   | 62   | 24,4 |                                                  |                                                  |
| 1989-90           | 19   | 63   | 23,2 |                                                  |                                                  |
| 1990-91           | 26   | 56   | 31,7 |                                                  |                                                  |
| 1991-92           | 31   | 51   | 37,8 |                                                  |                                                  |
| 1992-93           | 44   | 38   | 53,7 | Vince primo turno Perde semifinali di conference | Charlotte 3, Boston 1 New York 4, Charlotte 1    |
| 1993-94           | 41   | 41   | 50,0 |                                                  |                                                  |
| 1994-95           | 50   | 32   | 61,0 | Perde primo turno                                | Chicago 3, Charlotte 1                           |
| 1995-96           | 41   | 41   | 50,0 |                                                  |                                                  |
| 1996-97           | 54   | 28   | 65,9 | Perde primo turno                                | New York 3, Charlotte 0                          |
| 1997-98           | 51   | 31   | 62,2 | Vince primo turno Perde semifinali di conference | Charlotte 3, Atlanta 1 Chicago 4, Charlotte 1    |
| 1998-99           | 26   | 24   | 50,0 |                                                  |                                                  |
| 1999-00           | 49   | 33   | 59,8 | Perde primo turno                                | Philadelphia 3, Charlotte 1                      |
| 2000-01           | 46   | 36   | 56,1 | Vince primo turno Perde semifinali di conference | Charlotte 3, Miami 0 Milwaukee 4, Charlotte 3    |
| 2001-02           | 44   | 38   | 53,7 | Vince primo turno Perde semifinali di conference | Charlotte 3, Orlando 1 New Jersey 4, Charlotte 1 |
| Charlotte Bobcats |      |      |      |                                                  |                                                  |
| 2004-05           | 18   | 64   | 22,0 |                                                  |                                                  |
| 2005-06           | 26   | 56   | 31,7 |                                                  |                                                  |
| 2006-07           | 33   | 49   | 40,2 |                                                  |                                                  |
| 2007-08           | 32   | 50   | 39,0 |                                                  |                                                  |
| 2008-09           | 35   | 47   | 42,7 |                                                  |                                                  |
| 2009-10           | 44   | 38   | 53,7 | Perde primo turno                                | Orlando 4, Charlotte 0                           |
| 2010-11           | 34   | 48   | 41,5 |                                                  |                                                  |
| 2011-12           | 7    | 59   | 10,6 |                                                  |                                                  |
| 2012-13           | 21   | 61   | 25,6 |                                                  |                                                  |
| 2013-14           | 43   | 39   | 52,4 | Perde primo turno                                | Miami 4, Charlotte 0                             |
| Charlotte Hornets |      |      |      |                                                  |                                                  |
| 2014-15           | 33   | 49   | 40,2 |                                                  |                                                  |
| 2015-16           | 44   | 38   | 53,6 | Perde primo turno                                | Miami 4, Charlotte 3                             |
| 2016-17           | 36   | 46   | 43,9 |                                                  |                                                  |
| 2017-18           | 36   | 46   | 43,9 |                                                  |                                                  |
| 2018-19           | 39   | 43   | 47,6 |                                                  |                                                  |
| 2019-20           | 23   | 42   | 35,4 |                                                  |                                                  |
| 2020-21           | 33   | 39   | 45,8 | Perdono il Play-in Game 9-10                     | Indiana 1, Charlotte 0                           |
| 2021-22           | 43   | 39   | 53,4 | Perdono il Play-in Game 9-10                     | Atlanta 1, Charlotte 0                           |
| 2022-23           | 27   | 55   | 32,9 |                                                  |                                                  |
| 2023-24           | 21   | 61   | 21,6 |                                                  |                                                  |
| 2024-25           | 19   | 63   | 23,2 |                                                  |                                                  |
| Totali            | 1193 | 1602 | 42,7 |                                                  |                                                  |
| Playoff           | 23   | 40   | 36,5 |                                                  |                                                  |

## Squadra attuale
| \| Pos. \| Num. \| Naz. \| Nome \| Altezza \| Peso \| Data nascita \| Provenienza \| \| ----- \| ---- \| ---- \| ----------------- \| ------- \| ------ \| ------------ \| ------------------- \| \| AP \| 0 \| \| Bridges, Miles \| 201 cm \| 102 kg \| 21-03-1998 \| Michigan State \| \| P/G \| 1 \| \| Ball, LaMelo \| 201 cm \| 85 kg \| 22-08-2001 \| SPIRE Academy \| \| AG \| 2 \| \| Williams, Grant \| 198 cm \| 107 kg \| 30-11-1998 \| Tennessee \| \| G/AP \| 3 \| \| Jeffries, DaQuan \| 196 cm \| 104 kg \| 30-08-1997 \| Tulsa \| \| G \| 4 \| \| James, Sion \| 198 cm \| 100 kg \| 04-12-2002 \| Duke \| \| AP \| 7 \| \| Knueppel, Kon \| 201 cm \| 98 kg \| 03-08-2005 \| Duke \| \| P/G \| 8 \| \| Smith, Nick \| 196 cm \| 84 kg \| 18-04-2004 \| Arkansas \| \| AP \| 9 \| \| Moore, Wendell \| 196 cm \| 97 kg \| 18-01-2001 \| Duke \| \| G/AP \| 10 \| \| Green, Josh \| 196 cm \| 91 kg \| 16-11-2000 \| Arizona \| \| P/G \| \| \| Sexton, Collin \| 188 cm \| 86 kg \| 04-01-1999 \| Alabama \| \| G/AP \| 12 \| \| Okogie, Josh \| 193 cm \| 97 kg \| 01-09-1998 \| Georgia Tech \| \| C \| 14 \| \| Diabaté, Moussa \| 208 cm \| 95 kg \| 21-01-2002 \| Michigan \| \| P \| 18 \| \| Flynn, Malachi \| 185 cm \| 84 kg \| 09-05-1998 \| San Diego State \| \| P \| 23 \| \| Mann, Tre \| 196 cm \| 86 kg \| 03-02-2001 \| Florida \| \| AP \| 24 \| \| Miller, Brandon \| 206 cm \| 91 kg \| 22-11-2002 \| Alabama \| \| P \| 25 \| \| Simpson, KJ \| 185 cm \| 86 kg \| 08-08-2002 \| Colorado \| \| P \| 30 \| \| Curry, Seth \| 185 cm \| 84 kg \| 23-08-1990 \| Duke \| \| AP/AG \| 31 \| \| Salaün, Tidjane \| 206 cm \| 99 kg \| 10-08-2005 \| Francia \| \| C \| 32 \| \| Kalkbrenner, Ryan \| 214 cm \| 116 kg \| 17-01-2002 \| Creighton \| \| AP \| 33 \| \| McNeeley, Liam \| 201 cm \| 95 kg \| 10-10-2005 \| Connecticut \| \| AG \| 67 \| \| Gibson, Taj \| 206 cm \| 105 kg \| 24-06-1985 \| Southern California \| \| G/AP \| \| \| Connaughton, Pat \| 196 cm \| 95 kg \| 06-01-1993 \| Notre Dame \| \| P \| \| \| Baugh, Damion \| 193 cm \| 88 kg \| 03-08-2000 \| Texas Christian \| \| G \| \| \| Sims, Jaylen \| 198 cm \| 95 kg \| 11-12-1998 \| Wilmington \| | Allenatore - Charles Lee Assistente/i - Jermaine Bucknor - Ryan Frazier - Matt Hill - Chris Jent - Josh Longstaff - Blaine Mueller - Lamar Skeeter - Zach Peterson Legenda - (C) Capitano - (FA) Free agent - (S) Sospeso - (TW) Contratto Two-way - (GL) Assegnato a squadra G League affiliata - (SD) Scelto al Draft - Infortunato Roster • Transazioni · Ultima transazione: 27 giugno 2025 |                                             |                   |         |        |              |                     |
| Pos. | Num. | Naz.                                        | Nome              | Altezza | Peso   | Data nascita | Provenienza         |
| AP | 0 | Stati Uniti (bandiera)                      | Bridges, Miles    | 201 cm  | 102 kg | 21-03-1998   | Michigan State      |
| P/G | 1 | Stati Uniti (bandiera)                      | Ball, LaMelo      | 201 cm  | 85 kg  | 22-08-2001   | SPIRE Academy       |
| AG | 2 | Stati Uniti (bandiera)                      | Williams, Grant   | 198 cm  | 107 kg | 30-11-1998   | Tennessee           |
| G/AP | 3 | Stati Uniti (bandiera)                      | Jeffries, DaQuan  | 196 cm  | 104 kg | 30-08-1997   | Tulsa               |
| G | 4 | Stati Uniti (bandiera)                      | James, Sion       | 198 cm  | 100 kg | 04-12-2002   | Duke                |
| AP | 7 | Stati Uniti (bandiera)                      | Knueppel, Kon     | 201 cm  | 98 kg  | 03-08-2005   | Duke                |
| P/G | 8 | Stati Uniti (bandiera)                      | Smith, Nick       | 196 cm  | 84 kg  | 18-04-2004   | Arkansas            |
| AP | 9 | Stati Uniti (bandiera)                      | Moore, Wendell    | 196 cm  | 97 kg  | 18-01-2001   | Duke                |
| G/AP | 10 | Stati Uniti (bandiera)                      | Green, Josh       | 196 cm  | 91 kg  | 16-11-2000   | Arizona             |
| P/G | | Stati Uniti (bandiera)                      | Sexton, Collin    | 188 cm  | 86 kg  | 04-01-1999   | Alabama             |
| G/AP | 12 | Stati Uniti (bandiera) · Nigeria (bandiera) | Okogie, Josh      | 193 cm  | 97 kg  | 01-09-1998   | Georgia Tech        |
| C | 14 | Francia (bandiera)                          | Diabaté, Moussa   | 208 cm  | 95 kg  | 21-01-2002   | Michigan            |
| P | 18 | Stati Uniti (bandiera)                      | Flynn, Malachi    | 185 cm  | 84 kg  | 09-05-1998   | San Diego State     |
| P | 23 | Stati Uniti (bandiera)                      | Mann, Tre         | 196 cm  | 86 kg  | 03-02-2001   | Florida             |
| AP | 24 | Stati Uniti (bandiera)                      | Miller, Brandon   | 206 cm  | 91 kg  | 22-11-2002   | Alabama             |
| P | 25 | Stati Uniti (bandiera)                      | Simpson, KJ       | 185 cm  | 86 kg  | 08-08-2002   | Colorado            |
| P | 30 | Stati Uniti (bandiera)                      | Curry, Seth       | 185 cm  | 84 kg  | 23-08-1990   | Duke                |
| AP/AG | 31 | Francia (bandiera)                          | Salaün, Tidjane   | 206 cm  | 99 kg  | 10-08-2005   | Francia             |
| C | 32 | Stati Uniti (bandiera)                      | Kalkbrenner, Ryan | 214 cm  | 116 kg | 17-01-2002   | Creighton           |
| AP | 33 | Stati Uniti (bandiera)                      | McNeeley, Liam    | 201 cm  | 95 kg  | 10-10-2005   | Connecticut         |
| AG | 67 | Stati Uniti (bandiera)                      | Gibson, Taj       | 206 cm  | 105 kg | 24-06-1985   | Southern California |
| G/AP | | Stati Uniti (bandiera)                      | Connaughton, Pat  | 196 cm  | 95 kg  | 06-01-1993   | Notre Dame          |
| P | | Stati Uniti (bandiera)                      | Baugh, Damion     | 193 cm  | 88 kg  | 03-08-2000   | Texas Christian     |
| G | | Stati Uniti (bandiera)                      | Sims, Jaylen      | 198 cm  | 95 kg  | 11-12-1998   | Wilmington          |

## Giocatori
Nella prima parte della storia della franchigia (1988-2002) molti giocatori di talento hanno vestito la maglia degli Hornets: tra questi possiamo citare gli All-Star Alonzo Mourning (poi campione NBA nei Playoffs 2006 con i Miami Heat), Larry Johnson, Glen Rice (campione NBA nei Playoffs 2000 con i Los Angeles Lakers), Eddie Jones e Baron Davis. Il giocatore più rappresentativo del decennio Bobcats (2004-2014) è stato invece Gerald Wallace, il primo ed unico giocatore delle "linci rosse" a diventare un All-Star (nel 2010). Altri giocatori di rilievo sono stati Stephen Jackson, capitano e leader della squadra, Emeka Okafor e Jason Richardson, capocannoniere dei Bobcats a cavallo delle stagioni 2007-2008 e 2008-2009.

### Membri della Basketball Hall of Fame
- Robert Parish (2003) - giocatore
- Michael Jordan (2009) - proprietario
- Alonzo Mourning (2014) - giocatore
- Vlade Divac (2019) - giocatore
- Tony Parker (2023) - giocatore
- Larry Brown (2002) - allenatore

### Numeri ritirati
- 13 Bobby Phills

## Leader di franchigia
Dati aggiornati al 24 aprile 2024.
1. Kemba Walker: 12.009
2. Dell Curry: 9.839
3. Gerald Wallace: 7.437
4. Larry Johnson: 7.405
5. Terry Rozier: 5.974
6. Glen Rice: 5.651
7. Muggsy Bogues: 5.531
8. Miles Bridges: 5.342
9. Raymond Felton: 5.311
10. David Wesley: 5.241

1. Dell Curry: 701
2. Muggsy Bogues: 632
3. Kemba Walker: 605
4. Cody Zeller: 467
5. Bismack Biyombo: 457
6. Gerald Wallace: 454
7. Michael Kidd-Gilchrist: 433
8. Marvin Williams: 429
9. Raymond Felton: 399
10. Matt Carroll: 397

1. Emeka Okafor: 3.516
2. Larry Johnson: 3.479
3. Gerald Wallace: 3.398
4. Cody Zeller: 2.824
5. Bismack Biyombo: 2.625
6. Michael Kidd-Gilchrist: 2.388
7. Anthony Mason: 2.354
8. Kemba Walker: 2.317
9. Marvin Williams: 2.293
10. Alonzo Mourning: 2.176

1. Muggsy Bogues: 5.557
2. Kemba Walker: 3.308
3. Raymond Felton: 2.573
4. David Wesley: 1.911
5. Baron Davis: 1.605
6. Larry Johnson: 1.553
7. Nicolas Batum: 1.521
8. Brevin Knight: 1.497
9. Dell Curry: 1.429
10. Terry Rozier: 1.395

1. Muggsy Bogues: 1.067
2. Gerald Wallace: 827
3. Kemba Walker: 799
4. Dell Curry: 747
5. Raymond Felton: 565
6. David Wesley: 551
7. Baron Davis: 439
8. Kendall Gill: 398
9. Brevin Knight: 355
10. Terry Rozier: 347

1. Alonzo Mourning: 684
2. Emeka Okafor: 621
3. Bismack Biyombo: 607
4. Gerald Wallace: 531
5. Elden Campbell: 484
6. Cody Zeller: 315
7. Michael Kidd-Gilchrist: 301
8. P.J. Washington: 295
9. Marvin Williams: 287
10. Kenny Gattison: 283

## Allenatori
| Legenda | Legenda                                                                |
| ------- | ---------------------------------------------------------------------- |
| PA      | Partite allenate                                                       |
| V       | Vittorie                                                               |
| S       | Sconfitte                                                              |
| V%      | Percentuale di vittorie                                                |
|         | Ha trascorso l'intera sua carriera da allenatore con i Hornets/Bobcats |
|         | Eletto nella Basketball Hall of Fame                                   |

Note: Statistiche aggiornate a fine stagione 2023-2024.
| Charlotte Hornets |                    |           |     |     |     |      |    |    |    |      |  |        |
| 1                 | Dick Harter        | 1988–1990 | 122 | 28  | 94  | .230 | —  | —  | —  | —    |  | [ 5 ]  |
| 2                 | Gene Littles       | 1990–1991 | 124 | 37  | 87  | .298 | —  | —  | —  | —    |  | [ 6 ]  |
| 3                 | Allan Bristow      | 1991–1996 | 410 | 207 | 203 | .505 | 13 | 5  | 8  | .385 |  | [ 7 ]  |
| 4                 | Dave Cowens        | 1996–1999 | 179 | 109 | 70  | .609 | 12 | 4  | 8  | .333 |  | [ 8 ]  |
| 5                 | Paul Silas         | 1999–2002 | 281 | 161 | 120 | .573 | 23 | 11 | 12 | .478 |  | [ 9 ]  |
| Charlotte Bobcats |                    |           |     |     |     |      |    |    |    |      |  |        |
| 6                 | Bernie Bickerstaff | 2004–2007 | 246 | 77  | 169 | .313 | —  | —  | —  | —    |  | [ 10 ] |
| 7                 | Sam Vincent        | 2007–2008 | 82  | 32  | 50  | .390 | —  | —  | —  | —    |  | [ 11 ] |
| 8                 | Larry Brown        | 2008–2010 | 192 | 88  | 104 | .458 | 4  | 0  | 4  | .000 |  | [ 12 ] |
| —                 | Paul Silas         | 2010–2012 | 120 | 32  | 88  | .267 | —  | —  | —  | —    |  | [ 13 ] |
| 9                 | Mike Dunlap        | 2012–2013 | 82  | 21  | 61  | .256 | —  | —  | —  | —    |  | [ 14 ] |
| 10                | Steve Clifford     | 2013–2014 | 82  | 43  | 39  | .524 | 4  | 0  | 4  | .000 |  | [ 15 ] |
| Charlotte Hornets |                    |           |     |     |     |      |    |    |    |      |  |        |
| —                 | Steve Clifford     | 2014–2018 | 328 | 153 | 175 | .466 | 7  | 3  | 4  | .429 |  | [ 15 ] |
| 11                | James Borrego      | 2018–2022 | 301 | 138 | 163 | .458 | —  | —  | —  | —    |  | [ 16 ] |
| —                 | Steve Clifford     | 2022–2024 | 164 | 48  | 116 | .293 | —  | —  | —  | —    |  | [ 15 ] |
| 12                | Charles Lee        | 2024–     | —   | —   | —   | —    | —  | —  | —  | —    |  |        |

## Premi e riconoscimenti individuali
NBA All-Star Game Most Valuable Player Award
- Glen Rice - 1997

NBA Rookie of the Year Award
- Larry Johnson - 1992
- Emeka Okafor - 2005
- LaMelo Ball - 2021

NBA Sixth Man of the Year Award
- Dell Curry - 1994

NBA Sportsmanship Award
- Kemba Walker - 2017, 2018

NBA Executive of the Year Award
- Bob Bass - 1997

NBA All-Star Game
- Larry Johnson – 1993, 1995
- Alonzo Mourning – 1994, 1995
- Glen Rice – 1996, 1997, 1998
- Eddie Jones – 2000
- Baron Davis – 2002
- Gerald Wallace – 2010
- Kemba Walker – 2017, 2018, 2019
- LaMelo Ball – 2022

All-NBA Second Team
- Larry Johnson - 1993
- Glen Rice - 1997

All-NBA Third Team
- Anthony Mason - 1997
- Glen Rice - 1998
- Eddie Jones - 2000
- Al Jefferson - 2014
- Kemba Walker - 2019

NBA All-Defensive First Team
- Gerald Wallace – 2010

NBA All-Defensive Second Team
- Anthony Mason - 1997
- Eddie Jones - 1999, 2000
- P.J. Brown - 2001

NBA All-Rookie First Team
- Kendall Gill - 1991
- Larry Johnson - 1992
- Alonzo Mourning - 1993
- Emeka Okafor - 2005
- LaMelo Ball - 2021
- Brandon Miller - 2024

NBA All-Rookie Second Team
- Rex Chapman - 1989
- J.R. Reid - 1990
- Raymond Felton – 2006
- Wálter Herrmann – 2007
- Adam Morrison – 2007
- D.J. Augustin – 2009
- Michael Kidd-Gilchrist – 2013
- Cody Zeller – 2014
- P.J. Washington – 2020